# Tony Waiters
Tony Waiters, właśc. Anthony Keith Waiters (ur. 1 lutego 1937 w Southport, zm. 10 listopada 2020) – angielski piłkarz i trener piłkarski, występujący podczas kariery na pozycji bramkarza.

## Kariera klubowa
Karierę piłkarską Tony Waiters rozpoczął w prowincjonalnym klubie Bishop Auckland w 1957. W sezonie 1958-1959 występował w Macclesfield Town, z którego przeszedł do pierwszoligowego Blackpool. W Blackpool zakończył karierę w 1967. W Blackpool wystąpił w 257 meczach ligowych. W 1970 powrócił na boisko i występował w Burnley F.C. Z Burnley spadł do drugiej ligi w 1971.

## Kariera reprezentacyjna
W reprezentacji Anglii Tony Waiters zadebiutował 24 maja 1964 roku w meczu o British Home Championship z Irlandią. Ostatni raz w reprezentacji Waiters wystąpił 9 grudnia 1964 w towarzyskim meczu z Holandią. W reprezentacji wystąpił w 5 meczach.

## Kariera trenerska
Po zakończeniu kariery piłkarskiej Waiters został trenerem. W latach 1972-1977 był trenerem trzecioligowego Plymouth Argyle. Z Plymouth awansował do Division 2 w 1975. W latach 1977-1979 był trenerem kanadyjskiego klubu Vancouver Whitecaps, który występował w lidze NASL. W 1979 doprowadził Vancouver do jedynego w jego historii mistrzostwa NASL. W latach 1981-1986 i 1990-1991 prowadził reprezentacje Kanady.
W 1984 uczestniczył w igrzyskach olimpijskich. Kanada odpadła w ćwierćfinale z Brazylią przegrywając w serii rzutów karnych. W 1985 doprowadził Kanadę do pierwszego historycznego awansu do mistrzostw świata. Na turnieju w Meksyku Kanada odpadła w fazie grupowej przegrywając wszystkie mecze z Francją 0-1, Węgrami 0-2 i ZSRR 0-2. W 1991 prowadził Kanadę w pierwszej edycji Złotego Pucharu CONCACAF. Kanada odpadła w fazie grupowej przegrywając z Hondurasem i Meksykiem i wygrywając z Jamajką.